# Teatro Anhembi Morumbi
O Teatro Anhembi Morumbi é um teatro brasileiro localizado no campus Mooca da Universidade Anhembi Morumbi, na cidade de São Paulo.

## Crítica
Em 28 de setembro de 2014, foi publicado na Folha de S.Paulo o resultado da avaliação feita pela equipe do jornal ao visitar os sessenta maiores teatros da cidade de São Paulo. O local foi premiado com três estrelas, uma nota "regular", com o consenso: "Dividido em três andares, o teatro possui um grande espaço ao ar livre, bom para ir numa manhã ensolarada. Para chegar ao segundo nível é preciso abrir uma porta, e a luz de fora invade o ambiente. No dia da visita, o bebedouro para crianças não funcionou. A administração disse que trabalha para resolver os problemas."